# مجزرة حي الصبرة
مجزرة حي الصبرة (2023) هي مجزرةٌ ارتكبها سلاح الجوّ الإسرائيلي حينما أغارَ على مربعًا سكنيًا يتبع لعائلة الحساينة وأبو شريعة بحي الصبرة جنوب مدينة غزة. وخلال يوم الخميس الموافق 23 نوفمبر 2023، وقبل ساعات من دخول الهدنة الأولى، قام سلاح الجو بشن سلسلة غارات على حي الصبرة جنوب مدينة غزة، واستهدفت هذه الغارات مربعًا سكنيًا يتبع لعائلة الحساينة وأبو شريعة. هذه المجزرة من ضمن عدة مجازر وقعت خلال عملية طوفان الأقصى. تسبّبت هذه المجزرة الإسرائيليّة والتي استهدفت عائلة الحساينة وأبو شريعة إلى استشهاد أكثر من 93 شهيداً.

## خلفية الحدث
في ساعاتِ الصباح الأولى من يوم السابع من أكتوبر 2023 أطلقت حركة المقاومة الإسلامية حماس عبر ذراعها العسكري كتائب الشهيد عز الدين القسام عملية طوفان الأقصى وذلك ردًا على الاعتداءات الإسرائيلية وتدنيس الأقصى والاستمرار في الاستيطان، كما أكّد على ذلك محمد الضيف القائد العام للقسّام والذي أعطى إشارة انطلاق العمليّة التي شهدت اقتحامًا من المقاومين لمستوطنات غلاف غزة ونجحوا في قتلِ عدد كبيرٍ من الجنود الإسرائيلين، وأسر عشرات آخرين كما استطاعوا خلال ساعات قطع عشرات الكيلومترات ووصلوا لمستوطنات أبعد من تلك المحيطة والقريبة من قطاع غزة.
استمرَّت الاشتباكات بين الجيش الإسرائيلي وبين المقاومين في عديد من المستوطنات وعلى رأسها مستوطنة سديروت. الرد الإسرائيلي على هذه العمليّة جاء من خلال شنّ سلاح الجو الإسرائيلي عشرات الغارات العشوائيّة على القطاع متسبّبة في مقتل عشرات المدنيين وتدمير البنية التحتية لمدن القطاع، ليصل حد فرض إغلاق شامل وقطع متعمد لكل الخدمات من ماء وكهرباء وغاز، وهو ما هدَّد حياة أكثر من مليونَي فلسطيني يعيشُ داخل القطاع الذي يُعاني أصلًا من تبعات الحصار الخانق عليهم منذ ستة عشر عاماً.
وفي مساء يوم 27 أكتوبر/تشرين الأول، أعلن جيش الاحتلال الإسرائيلي بدء الهجوم بري على قطاع غزة من خلال بدء التوغل في بلدة بيت حانون ومخيم البريج. حدث الهجوم وسط سلسلة من الغارات الجوية الإسرائيلية واسعة النطاق التي أدت إلى قطع الاتصالات المتنقلة والوصول إلى الإنترنت في غزة.

## المجزرة
في ساعات الصباح الأولى من يوم الخميس الموافق 23 نوفمبر 2023، قام سلاح الجو الإسرائيلي بقصف حي الصبرة الواقع جنوب مدينة غزة. حيثُ شن الطيران الإسرائيلي غارات على الحي. استهدفت هذه الغارات مربعًا سكنيًا يتبع لعائلة الحساينة وأبو شريعة، حيثُ حاول الاحتلال الإسرائيلي تكثيف ضرباته الجوية والمدفعية، على مختلف أنحاء قطاع غزة، خلال اليوم الـ48 من الحرب العسكرية على القطاع، وذلك قبل الهدنة الأولى التي بدأت يوم الجمعة الموافق 24 نوفمبر 2023. وتمكنت سيارات الإسعاف والدفاع المدني من انتشال جثامين أكثر من 93 مواطناً من عائلتي الحساينة وأبو شريعة ومعظمهم أطفال ونساء إضافة إلى عشرات الجرحى وعشرات المفقودين.

## الضحايا
1. فتحي فراج أبو شريعة
2. ختام أبو شريعة
3. عبدالله فتحي أبو شريعة
4. بينه فتحي أبو شريعة
5. احمد فراج أبو شريعة
6. سليمان فراج أبو شريعة
7. بنان العبد أبو شريعة
8. كريم سليمان أبو شريعة
9. عمر سليمان أبو شريعة
10. احمد إبراهيم أبو شريعة
11. محمد إبراهيم أبو شريعة
12. محمد شحادة أبو شريعة
13. مفيدة عطيه أبو شريعة
14. نزار محمد أبو شريعة
15. ياسر علي الحساينة
16. نسرين احمد أبو شريعة
17. احمد ياسر الحساينة
18. محمود ياسر الحساينة
19. علي ياسر الحساينة
20. دانيه ياسر الحساينة
21. وليد زيارة
22. دنيا ياسر الحساينة
23. دانا ياسر الحساينة
24. احمد علي الحساينة
25. انوار سامي أبو شريعة
26. ياسر احمد الحساينة
27. يارا احمد الحساينة
28. ليان احمد الحساينة
29. لين احمد الحساينة
30. عبدالعزيز الحساينة
31. ام عاصم الحساينة
32. احمد عبد العزيز الحساينة
33. خالد احمد الحساينة
34. لميس احمد الحساينة
35. بسام عطيه أبو شريعة
36. جيهان العبد أبو شريعة
37. احمد بسام أبو شريعة
38. عبير توفيق أبو شريعة
39. عمر اسعد أبو شريعة
40. مريم اسعد أبو شريعة
41. رقيه اسعد أبو شريعة
42. زينب فتحي أبو شريعة
43. محمد احمد أبو شريعة
44. احمد عبد الكريم أبو شريعة
45. مريم عطيه أبو شريعة
46. جميل عبدالكريم أبو شريعة
47. مريم إبراهيم أبو شريعة
48. خلدون جميل أبو شريعة
49. مالك جميل أبو شريعة
50. رنين جميل أبو شريعة
51. ابراهيم محمد أبو شريعة
52. بسمه محمد أبو شريعة
53. دانه محمد أبو شريعة
54. منار محمد أبو شريعة
55. عمر بشير أبو شريعة
56. احمد بشير ابوشريعه
57. صبري حسن الحساينة
58. جمال صبري الحساينة
59. عبدالله جمال الحساينة
60. جود جمال الحساينة
61. ابراهيم محمد الحساينة
62. آيه إبراهيم الحساينة
63. مرح إبراهيم الحساينة
64. اسيل طلعت الحساينة
65. ابراهيم طلعت الحساينة
66. محمد طلعت الحساينة
67. اسماعيل محمد الحساينة
68. منه الله إسماعيل الحساينة
69. محمود بكر الحساينة
70. محمد إبراهيم الحساينة
71. خالد محمد الحساينة
72. ابراهيم محمد الحساينة
73. عبدالله عمر الحساينة
74. محمد عبدالله الحساينة
75. عمر عبدالله الحساينة
76. عبدالرحمن عمر الحساينة
77. مهاد إسماعيل الحساينة
78. مريم عبدالرحمن الحساينة
79. نور عبد الرحمن الحساينة
80. احمد عمر الحساينة
81. اسامه عمر الحساينة
82. محمد محمد الحساينة
83. عبدالله يوسف الحساينة
84. لما محمد الحساينة
85. عباس يوسف الحساينة
86. محمد إبراهيم الحساينة
87. اسماعيل محمد الحساينة
88. محمد إسماعيل الحساينة
89. بانا إسماعيل الحساينة
90. انتصار فراج الحساينة
91. نسرين سليمان الحساينة
92. سوزان إبراهيم الحساينة
93. ندى محمد الحساينة